# Pedro Lemus y Rubio
Pedro Lemus y Rubio (Sevilla 1869-Zafra, 1953) fue un escritor y profesor español.

## Biografía
Nació el 10 de agosto de 1869 en Sevilla, donde recibió el título de licenciado en Filosofía y Letras. Mediante oposición ingresó el 1911 en el profesorado, habiendo obtenido la cátedra de Literatura del Instituto de Cabra, y por concurso de traslado pasó a los Institutos de Pontevedra y Murcia, sucesivamente. En la Revista de Bibliotecas, Archivos y Museos publicó unas observaciones a La Asinaria de Fernández de Ribera.
En diciembre de 1914 ingresó como miembro correspondiente en la Academia Sevillana de Buenas Letras. Entre sus publicaciones se encontraron títulos como Elementos teórico-prácticos de gramática (Badajoz, 1897), El Maestro Elio Antonio de Lebrixa (París, 1911), La «Secunda Repetitio» del Nebrisense, Ejercicios gramaticales de la lengua castellana (Madrid, 1914), Los versos latinos, Gramática castellana, Manual de preceptiva literaria (Murcia, 1921) y Aportaciones para la formación del panocho, dialecto de la huerta de Murcia (1933). Falleció en Zafra el 22 de abril de 1953.